# Kumut Chandruang
 (octobre 2023).
 (octobre 2023).
La mise en forme du texte ne suit pas les recommandations de Wikipédia : il faut le « wikifier ».
Les points d'amélioration suivants sont les cas les plus fréquents :
- Les titres sont pré-formatés par le logiciel. Ils ne sont ni en capitales, ni en gras.
- Le texte ne doit pas être écrit en capitales (les noms de famille non plus), ni en gras, ni en italique, ni en « petit »…
- Le gras n'est utilisé que pour surligner le titre de l'article dans l'introduction, une seule fois.
- L'italique est rarement utilisé : mots en langue étrangère, titres d'œuvres, noms de bateaux, etc.
- Les citations ne sont pas en italique mais en corps de texte normal. Elles sont entourées par des guillemets français : « et ».
- Les listes à puces sont à éviter, des paragraphes rédigés étant largement préférés. Les tableaux sont à réserver à la présentation de données structurées (résultats, etc.).
- Les appels de note de bas de page (petits chiffres en exposant, introduits par l'outil «  Source ») sont à placer entre la fin de phrase et le point final[comme ça].
- Les liens internes (vers d'autres articles de Wikipédia) sont à choisir avec parcimonie. Créez des liens vers des articles approfondissant le sujet. Les termes génériques sans rapport avec le sujet sont à éviter, ainsi que les répétitions de liens vers un même terme.
- Les liens externes sont à placer uniquement dans une section « Liens externes », à la fin de l'article. Ces liens sont à choisir avec parcimonie suivant les règles définies. Si un lien sert de source à l'article, son insertion dans le texte est à faire par les notes de bas de page.
- La présentation des références doit suivre les conventions bibliographiques. Il est recommandé d'utiliser les modèles {{Ouvrage}}, {{Chapitre}}, {{Article}}, {{Lien web}} et/ou {{Bibliographie}}. Le mode d'édition visuel peut mettre en forme automatiquement les références.
- Insérer une infobox (cadre d'informations à droite) n'est pas obligatoire pour parachever la mise en page.

Pour une aide détaillée, merci de consulter Aide:Wikification.
Si vous pensez que ces points ont été résolus, vous pouvez retirer ce bandeau et améliorer la mise en forme d'un autre article.
Kumut Chandruang (กุมุท จันทร์เรือง), né le 6 mars 1913 dans la province de Suphanburi en Thaïlande, et décédé le 11 octobre 1998[Où ?], est un écrivain et auteur dramatique thaïlandais ayant étudié aux États-Unis.

## Biographie
Kumut Chandruang est né dans une famille thaï assez aisée. Son père Pra Brahma Preecha (Klin Chandruang), qui est marié à Mrs Brahma Preecha (Lamai Chandruang), est juge en chef.
Il a quatre frères et sœurs, Kumut (Lotus Blanc), Kamales (Lotus Rouge), Komal, Mayuri (Paonne). À l’instar d’autres familles thaïes étendues, Kumut a des demi-frères et demi-sœurs nés de deux autres mères. Toutefois, sa quatrième mère (adoptée), Thongaon, n’a pas eu d’enfants.
Il épousa Chachavalaya Chandruang, fille benjamine de Luang Pradit Pairoh (Sorn Silapabanleng), l’éminent maestro de musique classique thaïlandaise. Il eut 3 enfants : Sunipond, Janaprakal et Sasikanda Chandruang ; 6 petits-enfants : Ben Sunimit-Danunuch, Tanachon-Botlakorn et Waewrawi-Pokpong ; ainsi que 3 arrière-petits-enfants.
Sa biographie présente un intérêt documentaire certain quant à l'étude du contexte social de la Thaïlande de la première moitié du XXè siècle.

## My Boyhood in Siam
Étant donné que son père, juge, était affecté dans différentes provinces, Kumut a dû déménager de l’une à l’autre au cours de son enfance, de Nakhon Sawan à Nakhon Si Thammarat, Surat Thani et Phichit, lesquelles devinrent ensuite la toile de fond de son ouvrage intitulé My Boyhood in Siam.
En 1933, Kumut Chandruang devint le premier étudiant thaï de l’Université de Californie, Los Angeles (UCLA). En 1940, fut publié l’ouvrage My Boyhood in Siam après que quelques chapitres eurent préalablement paru dans le magazine Asia Week en septembre 1938. Comme Kumut l’explique clairement dans la préface du livre, c’est grâce à la publication de My Boyhood in Siam que la vie en dents de scie d’un étudiant thaïlandais évincé de l’université malgré le soutien de Pearl Buck, en raison de moyens financiers insuffisants, avait pris un nouveau tournant : sa réputation fut réhabilitée et on lui proposa un stage afin de lui permettre de poursuivre ses études.
Outre le fait que My Boyhood in Siam relate l’histoire d’un pays appelé le Siam à une époque où quasiment aucun livre anglais n’en faisait mention, cet ouvrage était emblématique de Kumut. Ce livre est un journal écrit dans un anglais à la fois simple, éloquent et plein d’humour. Il raconte la vie de Kumut, fils aîné d’un juge, jeune adolescent qui avait décidé de partir en voyage pour faire l’expérience d’une aventure de vie. À part une cousine proche, personne ne savait que le bateau qui s’éloignait du port de Bangkok n’emmènerait jamais Kumut jusqu’aux rivages de Manille aux Philippines mais le conduirait encore plus loin, aux États-Unis d’Amérique.
Dans l’épilogue du livre, Kumut a donné une belle description du bateau s’éloignant lentement du Chao Phraya : « Mais je suis un homme et dois me montrer courageux, pensai-je en mon for intérieur. Mon père s’était enfui de la maison de sa mère étant garçon ; il y était revenu en Juge en Chef. Je quittais le Juge en Chef et espérais revenir aussi gradé que lui, voire plus et mieux. Cependant, on ne peut jamais prédire son avenir. ».
C’était le premier chapitre d’une vie remarquable : celle d’un écrivain, auteur dramatique, membre oublié du Forces thaïlandaises libres (voir THAI FOREIGN POLICY, 1932-1946, par Charivat Santaputra p. 333), d’un intellectuel qui n’a jamais cessé d’apprendre[non neutre].